# Guarga

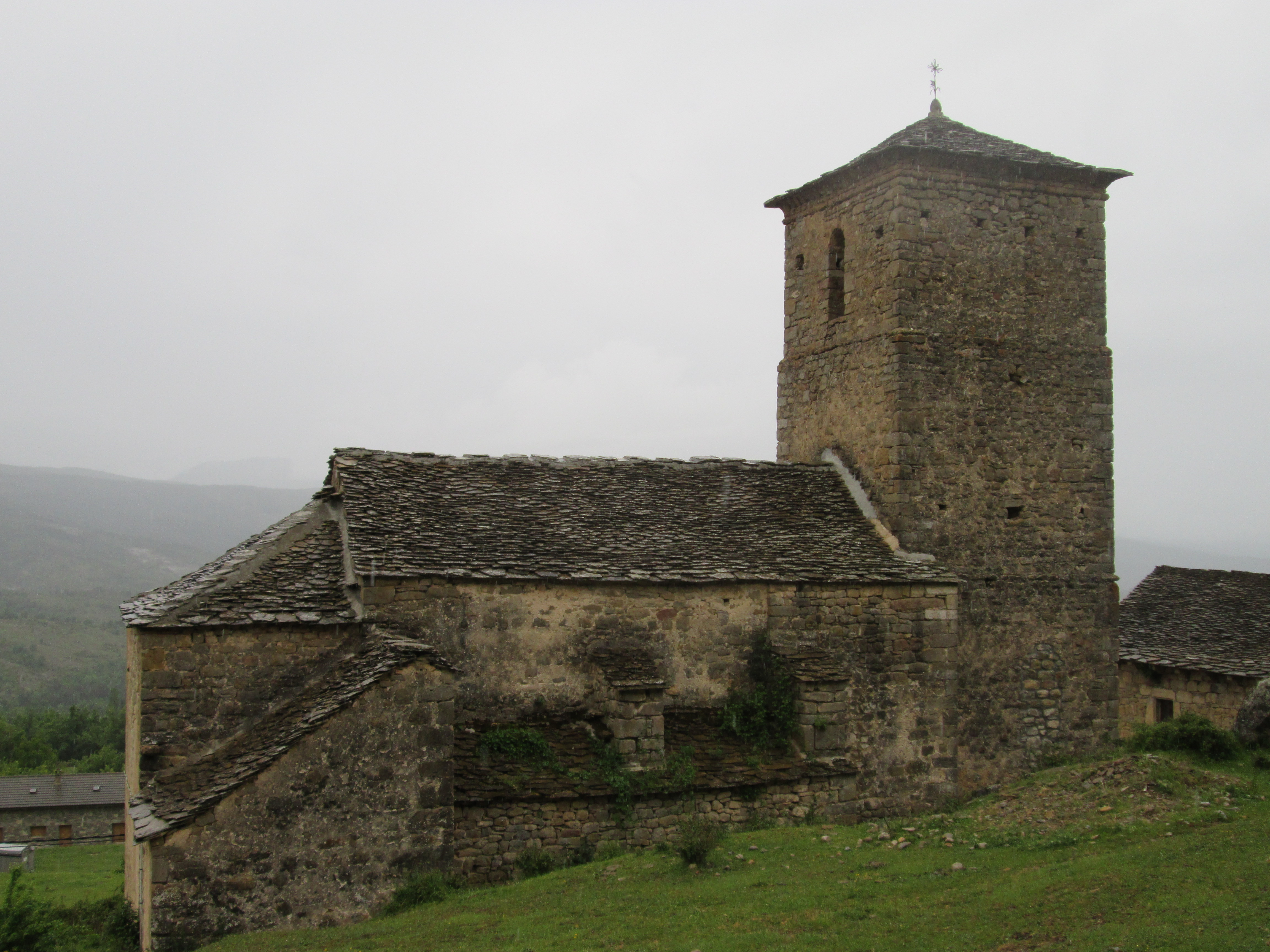
L'église de Laguarta, dans la vallée du Guarga.

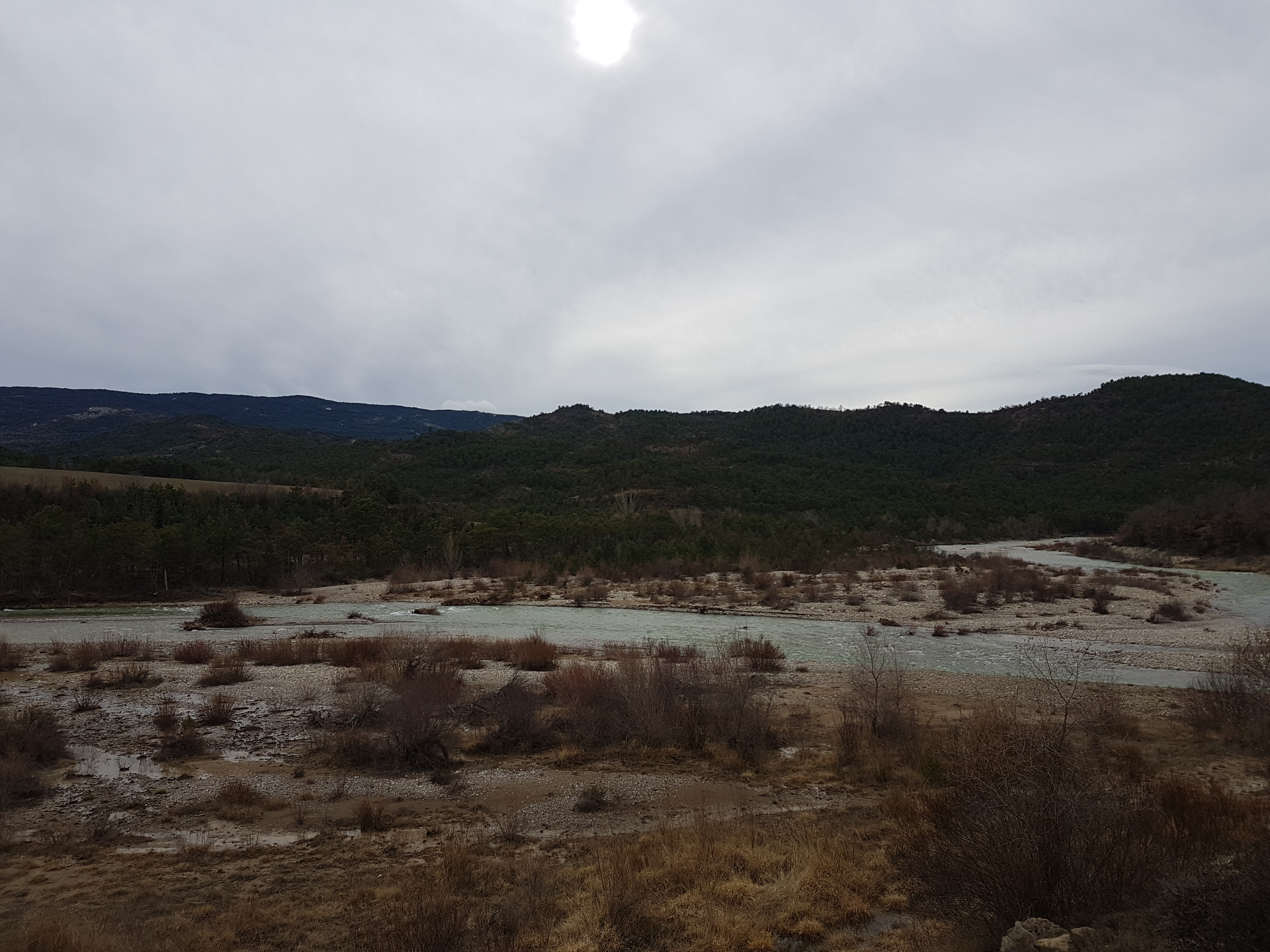
Le cours du Guarga.

Le Guarga est un cours d'eau des Pyrénées, qui donne son nom à la vallée de la Guarguera. Il naît au confluent de deux torrents (barrancos), le barranco de Gillué et le barranco de Raichuela. Il est long d'une vingtaine de kilomètres. Il se jette dans le Gállego près du village de Javierrelatre (commune de Caldearenas). Son nom se trouve dans des sources écrites en langue aragonaise dès le XIIe siècle. 